# أولغا كوينونيس فرنانديز
أولغا كوينونيس فرنانديز (أشتورية، 1940 - فالنسيا، 6 يونيو 2014) كانت محامية ونسوية إسبانية، كانت أستاذة في جامعة فالنسيا في عام 1985 لتكون أول رئيسة لمجلس مدرسة فالنسيا. كانت نائبة رئيس جمعية الطالبات الجامعيات (1974–76) منذ ذلك الوقت كانت تحافظ على اتصال مع الحركة النسوية مدى الحياة. في عام 2012 حصلت أولغا كوينونيس على جائزة دونا للمساواة تقديراً لعملها والتزامها بسياسات المساواة.